# Miss International 1988
Miss International 1988, ventottesima edizione di Miss International, si è tenuta presso Gifu, in Giappone, il 17 luglio 1988. La danese Catherine Alexandra Gude è stata incoronata Miss International 1988.

## Risultati

### Piazzamenti
| Risultato finale        | Concorrente |
| ----------------------- | --- |
| Miss International 1988 | - Norvegia - Catherine Alexandra Gude |
| 2ª classificata         | - Stati Uniti - Dana Michele Richmond |
| 3ª classificata         | - Australia - Toni-Jean Frances Peters |
| Top 15                  | - Colombia - Adriana María Escobar Mejía - Corea del Sud - Yoon-Hee Lee - Costa Rica - Erika María Paoli González - Finlandia - Sari Susanna Paakkonen - Francia - Nathalie Marquay - Giamaica - Michelle Samantha Williams - Giappone - Yuki Egami - Islanda - Gudbjörg Gissurardóttir - Israele - Galit Aharoni - Messico - María Alejandra Merino Ferrer - Perù - Susan María León Carassa - Spagna - María Carmen Aragall Casadellá |

### Riconoscimenti speciali
| Riconoscimento        | Concorrente                             |
| --------------------- | --------------------------------------- |
| Best National Costume | - Brasile - Elizabeth Ferreira da Silva |
| Miss Friendship       | - Guam - Liza Maria Camacho             |
| Miss Photogenic       | - Thailandia - Pussorn Boonyakirit      |
| Miss Elegance         | - Messico - María Alejandra Merino      |

## Concorrenti
- Argentina - Adriana Patricia Almada
- Australia - Toni-Jene Frances Peters
- Belgio - Alexandra Elisabeth Winkler
- Bolivia - Sonia Montero
- Brasile - Elizabeth Ferreira da Silva
- Canada - Katherine Stayshyn
- Colombia - Adriana Maria Escobar Mejía
- Corea del Sud - Yoon-hee Lee
- Costa Rica - Erika Maria Paoli González
- Danimarca - Tina Maria Jorgensen
- Filippine - Maria Anthea "Thea" Oreta Robles
- Finlandia - Sari Susanna Pääkkönen
- Francia - Nathalie Marquay
- Germania - Christiane Kopp
- Giamaica - Michelle Samantha Williams
- Giappone - Yuki Egami
- Grecia - Vasiliki Gerothodorou
- Guam - Liza Maria Camacho
- Honduras - Ericka Aguilera Garay
- Hong Kong - Betsy Cheung Fung-Ni
- India - Shikha Swaroop
- Irlanda - Karin May O'Reilly
- Islanda  - Gudbjörg Gissurardóttir
- Isole Marianne Settentrionali - Gloria Patricia Propst
- Israele - Galit Aharoni
- Italia - Fabiola Rizzi
- Jugoslavia - Alma Hasanbasic
- Lussemburgo - Isabelle Seara
- Messico - María Alejandra Merino Ferrer
- Norvegia - Catherine Alexandra Gude
- Nuova Zelanda - Nicky Lisa Gillett
- Paesi Bassi - Ellis Adriaensen
- Panama - Xelmira del Carmen Tristán
- Perù - Susan Maria León Carassa
- Porto Rico - Yolanda Martínez
- Portogallo - Maria Helena Raposo Canelas
- Regno Unito - Heather Jane Daniels
- Singapore - Lai Fong Lip
- Spagna - Maria Carmen Aragall Casadellá
- Stati Uniti - Dana Michelle Richmond
- Svezia - Ulrika Helena Westergren
- Svizzera - Corine Wittwer
- Thailandia - Passorn Boonyakiat
- Turchia - Didem Fatma Aksel
- Uruguay - Gisel Silva Sienra
- Venezuela - Maria Eugenia Duarte